# 아틀란호

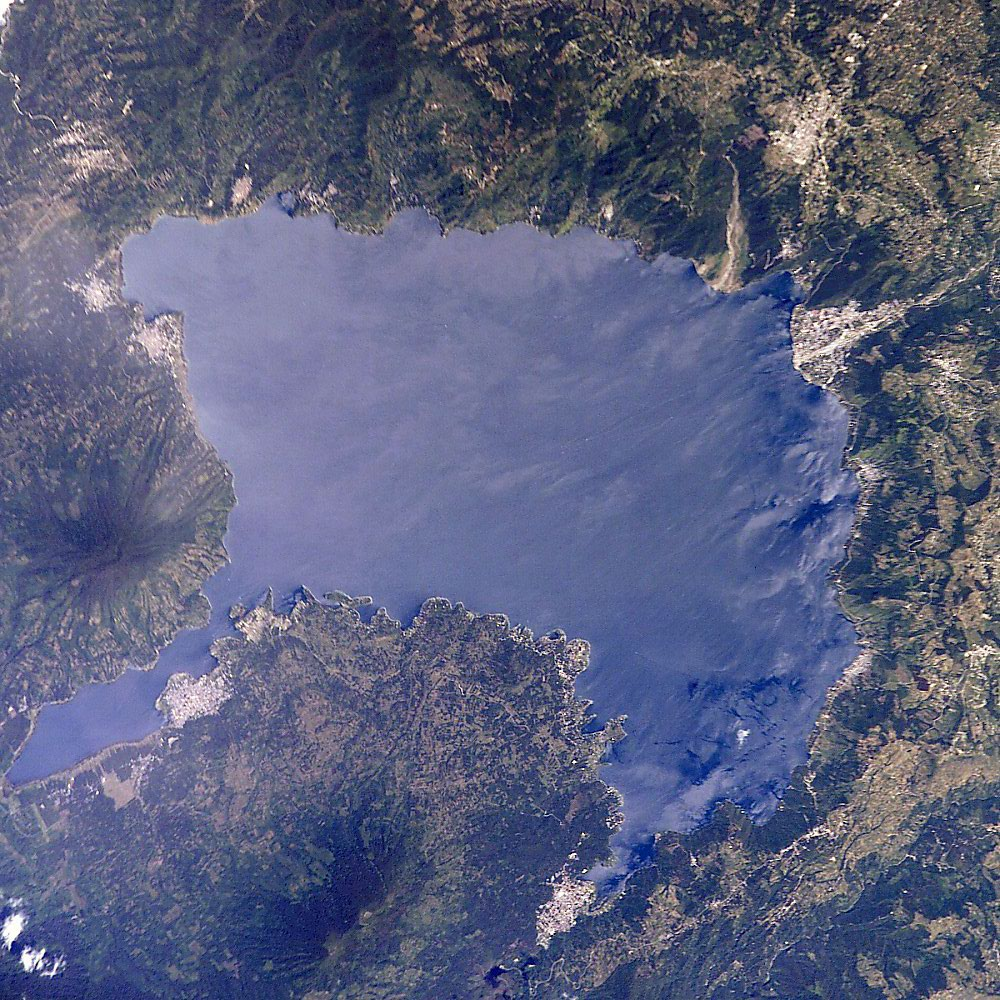

아틀란호(Lake Atitlán)는 과테말라 하일랜즈의 호수이다.
과테말라시티에서 서쪽으로 약 150km에 위치, 해발 1,562m에 있는 세계 최고의 아름다움을 자랑하는 칼데라 호수이다. 호수 주변에는 산페드로 산(Volcan San Pedro, 3,020m), 톨리산(Volcan Toliman, 3,158m), 아티틀란산(Volcan Atitlan, 3,535m)이 펼쳐져 있어 장관을 이룬다. 또 아티틀란 호반에는 인디오 촌락이 있다.